# ميخائيل غرينفيلد (لاعب دوري الرغبي)
ميخائيل غرينفيلد (بالإنجليزية: Michael Greenfield)‏ هو لاعب دوري الرغبي أسترالي، ولد في 13 سبتمبر 1985 في Liverpool, New South Wales ‏ في أستراليا.